# Impasse Lucien-Laberty
L'impasse Lucien-Laberty une voie de Toulouse, chef-lieu de la région Occitanie, dans le Midi de la France.

## Situation et accès

### Description
L'impasse Lucien-Laberty est une une voie privée. Elle se trouve dans le quartier des Sept-Deniers.
Elle naît perpendiculairement au chemin de Garric, face aux terrains du parc des sports du Toulouse Olympique Aérospatiale Club (TOAC). Longue de 143 m et large de 10 m, elle est orientée au sud-ouest. Elle se termine en formant une petite place rectangulaire de 780 m2, servant d'aire de retournement.
La chaussée compte une seule voie de circulation automobile à double-sens. Elle appartient à une zone 30 et la vitesse y est limitée à 30 km/h. Il n'existe pas d'aménagement cyclable.

### Voies rencontrées
L'impasse Lucien-Laberty rencontre les voies suivantes, dans l'ordre des numéros croissants :
1. Chemin de Garric

## Odonymie
L'impasse est nommée en hommage à Lucien Laberty (1914-1940). Il naît à Arudy (Pyrénées-Atlantiques). Au début de la Seconde Guerre mondiale, pendant la campagne de France, il sert comme canonnier sur un bombardier moyen, le Lioré et Olivier LeO 451 dune escadrille du groupe de bombardement I/11. Le 6 juin 1940, à Remaugies (Somme), lors de l'attaque d'une colonne de blindés allemands, le LeO 451 no 150 est abattu par la chasse de la Luftwaffe. Le 20 juin 1940, l'équipage est cité à l'ordre de l'armée aérienne. En 1943, Lucien Laberty reçoit à titre posthume la croix de guerre avec palme.

## Histoire
L'impasse Lucien-Laberty est aménagée en 1970 à l'emplacement d'anciens terrains agricoles, dans un contexte d'urbanisation progressive du nord du quartier des Sept-Deniers, particulièrement autour du chemin de Garric – percement de la rue Hubert-Flourac en 1956, de l'impasse Duroc en 1957, de la rue du Colibri en 1966, et prolongement de la rue Jean-Baptiste-Lully en 1970. Depuis 1962, une partie du chemin de Garric est d'ailleurs déjà occupée par les infrastructures sportives du Toulouse Olympique Aérospatiale Club (TOAC).
En 2016, l'accès à l'impasse est fermé par la mise en place de barrières levantes automatiques.